# Ірма фон Дучинська
Ірма Дучинська, також: Дутчинська (27 січня 1869, Львів — 19 січня 1932, Бухенбах поблизу Фрайбурга в Брайсгау) — художниця, авторка портретів і жанрових сцен, кольорових дереворитів. Перша жінка-учасниця австрійської мистецької спілки «Гаґенбунд».

## Життєпис
Ірма Дучинська народилася у Львові 27 січня 1869 року та була онукою Едварда Дучинського (1825—1861), офіцера австрійської армії, графіка та аквареліста. Її сестра Гелена Дучинська-Бекаші також була художницею.
Навчалася в Академії образотворчих мистецтв у Відні у Генріха Лефлера (1863—1919) і Фердинанда Андрі (1871—1956). З 1901 року брала участь у віденських виставках живопису.
У 1909—1914 роках Дучинська керувала жіночою школою живопису «Школа живопису Ірми фон Дучинської та Імре Сімай» (Malschule Irma von Duczynska und Imre Simai), де лекції читали скульптор і художник Імре Сімай (1874—1955) та скульпторка Ельза Кьовешарі-Кальмар (1875—1956), яка також навчала дітей у віці 6–14 років.
Ірма захворіла на туберкульоз і жила в Греції, потім у Римі. У 1915 році вона повернулася до Відня, щоб вчитися у філософа Рудольфа Штайнера. Саме філософія Штайнера мала великий вплив на світогляд художниці. У цьому ж році Ірма через воєнні обставини переїхала до Мюнхена, де заснувала невелику мистецьку студію.
У 1925 році Дучинська опублікувала серію ксилографій (23 листа), присвячених темі Персіфаля.
Графічна робота Ірми Дучинської — ілюстрація до циклу «Персіваль» 1925 року, — знаходиться в колекції Британського музею.
Через погіршення стану здоров'я з 1931 року лікувалася у санаторії у Бухенбаху, де незабаром померла.

## Виставки
Виставки у Відні починаючи із 1901 року, членкиня Віденського сецесіону.
Виставки у Кракові та мистецьких центрах Європи (Мюнхені, Дрездені, Парижі), 1904 р..
Виставка «Гаґенбунд» (мистецька спілка Гаґена) як перша жінка-учасниця, 1904 р..

## Галерея

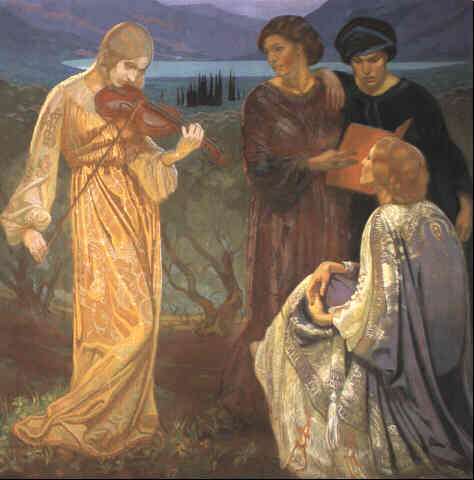
Гармонія
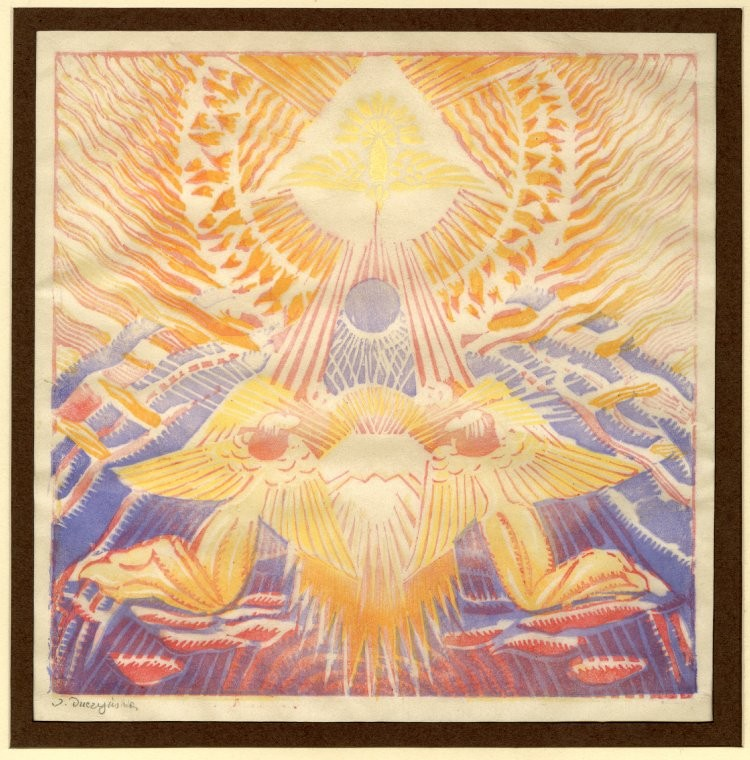
Персіваль
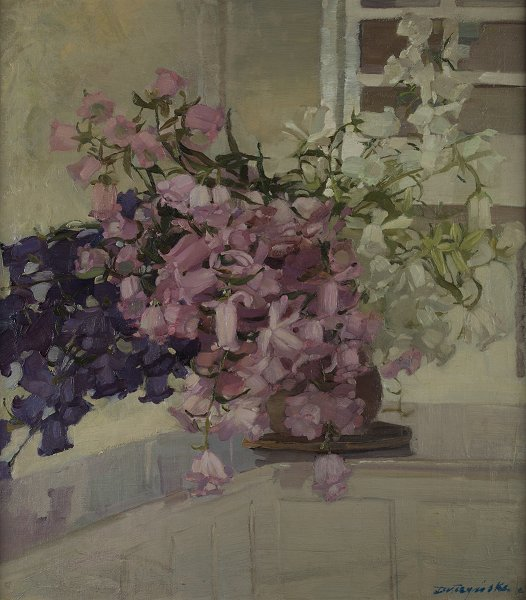
Квіти
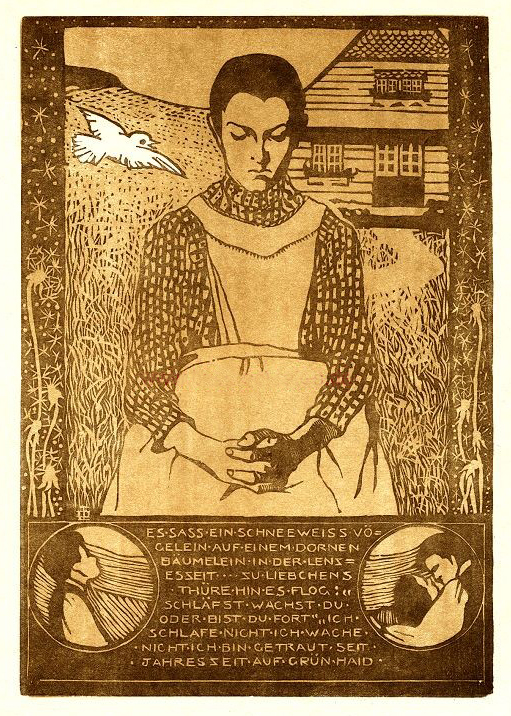
Селянка з білою пташкою